# Gogrial
Gogrial (Qaqriyal) és una ciutat del Sudan del Sud. la seva població estimada el 2011 és de 44.600 habitants.

## Localització
Gogrial està situat al comtat o districte de Gogrial Oest, a l'estat de Warrap, a la vora de les fronteres amb el Sudan i la regió d'Abyei. Això és aproximadament 700 km per carretera al nord-oest de Juba, la capital i principal ciutat del país. Les coordenades de Gogrial són: 8° 31′ 48.00″N, 28° 6′ 0.00″E (Latitud: 8.5300; Longitud: 28.1000).

## Visió de conjunt
Gogrial, com la majoria de les ciutats sudaneses Sud, és a la riba d'un riu. El riu Jur flueix cap al nord, llavors gira a l'est, a uns 5 km a l'est del centre de negocis de la ciutat. Aquesta ciutat, és un de dos llocs on l'ex jugador de la NBA Manute Bol es diu que podria haver nascut; altres informes diuen que va ser enterrat a Turalei, que seria el seu verdader lloc d'origen.

## Punts d'interès
Els punts d'interès a la ciutat o rodalia inclouen els següents:
- El riu Jur, que passa a l'est de la ciutat
- L'aeroport de Gogrial, un petit aeroport civil amb només una pista asfaltada
- La carretera principal de Wau al Sudan del Sud a Babanusa al Sudan (B38), que passa per Gogrial en direcció del nord cap a sud